# 前索龙哈嘎泡
前索龙哈嘎泡是一个位于中国吉林省白城市的湖泊，面积约为3.07平方千米，属于东北平原。它的一级流域为黑龙江流域，二级流域为松花江水系。